# Stammaren
Stammaren (originaltitel: Stutterer) är en irländsk kortfilm från 2015 regisserad och skriven av Benjamin Cleary. Den handlar om typografen Greenwood som stammar. Vid Oscarsgalan 2016 belönades filmen med en Oscar i kategorin Bästa kortfilm.

## Rollista (i urval)
- Matthew Needham – Greenwood
- Chloe Pirrie – Ellie
- Eric Richard – Greenwoods far
- Richard Mason – Den arge mannen vid busshållplatsen